# Ghoulies II - Il principe degli scherzi
Ghoulies II - Il principe degli scherzi (Ghoulies II) è un film horror del 1988 diretto da Albert Band.
È il secondo film della serie cinematografica Ghoulies. Nella colonna sonora c'è la canzone "Scream until you like it" degli W.A.S.P.

## Trama
Alcune delle creaturine Ghoulies, arrivano in un piccolo parco divertimenti. Il loro arrivo porta incassi notevoli al parco. Dopo un tentativo di uccidere i Ghoulies da parte delle persone del posto, gli stessi si infuriano arrivando ad una conclusione esplosiva...

## La saga
La saga dei Ghoulies è composta da 4 film, diretti da  registi differenti.